# 拉伯鎮區 (密歇根州)
拉伯鎮區（英語：Raber Township）是位於美國密西根州契皮瓦縣的一個行政鎮區。

## 地方資料
拉伯鎮區的面積為370.60平方千米，當中陸地面積為253.30平方千米，而水域面積為117.30平方千米。根據2020年美國人口普查的數據，當地共有人口632人，而人口密度為每平方千米1.71人。